# Новосондецьке воєводство
Новосондецьке воєводство (пол. województwo nowosądeckie) — адміністративно-територіальна одиниця Польщі найвищого рівня, яка існувала у 1975—1998 роках.
Являло собою одну з 49 основних одиниць адміністративного поділу Польщі, які були скасовані в результаті адміністративної реформи Польщі 1998 року.
Займало площу 5576 км². Адміністративним центром воєводства було місто Новий Сонч. Після адміністративної реформи воєводство припинило своє існування і його територія повністю відійшла до Малопольського воєводства.

## Адміністративний поділ
Адміністративно до Новосондецького воєводства входило:
- 4 міста: Новий Сонч, Горлиці, Новий Торг, Щавниця.
- 10 міст-гмін: Грибів, Йорданув, Криниця, Ліманова, Мшана-Дольна, Мушина, Північна, Рабка, Старий Сонч та гміна Татжанська із Закопаним.
- 33 гміни: Білий Дунаєць, Бобова, Буковіна-Татшанська, Хелмець, Чорний Дунаєць, Чорштин, Добра, Горлиці, Грудек-над-Дунайцем, Яблонка, Йодловник, Камениця, Камйонка-Велика, Коженна, Кросьценко-над-Дунайцем, Ляскова, Любень, Лабова, Лапше-Нижнє, Лонцько, Лососіна-Дольна, Луковиця, Лужна, Мощениця, Навойова, Недзьведзь, Новий Торг, Охотниця-Дольна, Подегродзе, Раба-Вижна, Сенкова, Тимбарк, Устя-Горлицьке.

### Центри адміністративних районів
- Горлиці
- Ліманова
- Новий Сонч
- Новий Торг

## Найбільші міста
Чисельність населення на 31 грудня 1998
- Новий Сонч – 83 754
- Новий Торг – 34 326
- Горлиці – 30 215
- Закопане – 29 822
- Ліманова – 14 643
- Рабка-Здруй – 13 638
- Криниця-Здруй – 13 086

## Населення
- 1975 – 598 700
- 1980 – 628 800
- 1985 – 667 400
- 1990 – 697 900
- 1995 – 733 100
- 1998 – 747 500